# Boule et Bill 2
Pour les articles homonymes, voir Boule et Bill (homonymie).
Série
Boule et Bill
(2013)
Pour plus de détails, voir Fiche technique et Distribution.
Boule et Bill 2 est une comédie franco-belge réalisée par Pascal Bourdiaux, tourné en 2016 et sorti en 2017.
Il s'agit de la suite du film Boule et Bill d'Alexandre Charlot et Franck Magnier, sorti en 2013.

## Synopsis
La famille de Boule mène une existence aussi heureuse que paisible. Bill est parfaitement intégré dans cette petite famille, Boule travaille bien à l'école, sa maman donne des cours de piano à domicile tandis que son père est un dessinateur reconnu. Tout bascule lorsque l'éditrice de ses bandes dessinées, bourrue et acariâtre, rejette le travail du père de Boule.

## Fiche technique
Sauf indication contraire, les informations mentionnées dans cette section peuvent être confirmées par la base de données cinématographiques IMDb,  présente dans la section « Liens externes ».
- Titre original : Boule et Bill 2[1]
- Réalisation : Pascal Bourdiaux
- Scénario, adaptation et dialogues : Benjamin Guedj, d'après les personnages créés par Jean Roba
- Musique : Mathieu Lamboley
- Décors : Maamar Ech-Cheikh
- Costumes : Laurence Chalou
- Photographie : Stéphane Le Parc
- Son : Antoine Deflandre, Jean-Paul Hurier, Renaud Guillaumin, Charles Michaud, Louis Van Zande
- Montage : Audrey Simonaud
- Production : Cyril Colbeau-Justin et Jean-Baptiste Dupont
  - Coproduction : Serge de Poucques, Sylvain Goldberg, Nadia Khamlichi, Adrian Politowski et Gilles Waterkeyn
- Sociétés de production[2] :
  - France : LGM Productions, en coproduction avec Pathé Films, TF1 Films Production, CN5 Productions et Appaloosa Films, avec la participation de Orange Cinéma Séries et TF1, A Plus Image 7 et Palatine Étoile 14
  - Belgique : en coproduction avec Nexus Factory et Umedia, en association avec uFund, avec le soutien de la Région wallonne, la Tax shelter du Gouvernement Fédéral Belge et les investisseurs Tax shelter
- Sociétés de distribution[3] : Pathé Distribution (France) ; Distri7 (Belgique) ; Sphère Films (Québec) ; Pathé Films AG (Suisse romande)
- Budget : 15 844 942 €[4]
- Pays de production :  France,  Belgique
- Langue originale : français
- Format[5],[3] : couleur - son Dolby 5.1
- Genre : comédie
- Durée : 85 minutes
- Dates de sortie[6] :
  - France : 19 mars 2017 (Festival 2 Cinéma 2 Valenciennes) ; 12 avril 2017 (sortie nationale)
  - Belgique : 5 avril 2017[7]
  - Suisse romande : 12 avril 2017[8]
  - Québec : 21 juillet 2017[9]
- Classification[10] :
  - France : tous publics (conseillé à partir de 8 ans)[11],[12]
  - Belgique : tous publics (Alle Leeftijden)[7]
  - Suisse romande : interdit aux moins de 6 ans[13]
  - Québec : tous publics (G - General Rating)[9]

## Distribution
- Franck Dubosc : Pierre Roba
- Mathilde Seigner : Carine Roba
- Jean-François Cayrey : Antoine Bérigaud
- Charlie Langendries : Boule Roba
- Manu Payet : Bill (voix)
- Nora Hamzawi : Diane
- Lionel Malempré: Pouf
- Albane Masson : Charlotte
- Elliot Goldberg : Wilfried
- Guillaume Peiffer : Jacques
- Lévanah Solomon : Stéphanie
- Salim : Raphaël Aouizerate
- Félix Kubiak : Fabrice
- Chantal Garrigues : Mme Stick
- Isabelle Candelier : L'institutrice

## Production

### Genèse et développement
Boule et Bill 2 est le quatrième film de Pascal Bourdiaux et son deuxième en 2017, quelques mois après le film Mes trésors.
Son scénario rassemble beaucoup d'histoires de la bande-dessinée Boule et Bill, dont il est adapté[réf. nécessaire].
Franck Dubosc et Mathilde Seigner y sont, après la série cinématographique Camping, à nouveau rassemblés à l'affiche.

### Attribution des rôles
Seuls Franck Dubosc et Manu Payet reviennent. Marina Foïs ayant décidé de ne pas revenir, elle est remplacée par Mathilde Seigner jugée plus prédisposée à jouer un rôle de mère de famille sans réel relief. Charlie Langendries, qui joue son premier rôle au cinéma, succède à Charles Crombez, devenu trop grand pour reprendre son rôle de Boule.

### Tournage
Le tournage s'est déroulé en Belgique, notamment dans la région de Bruxelles, en juin 2016.
Le cocker qui « joue » Bill est le propre chien du dresseur, Manuel Senra. De nombreux trucages et effets spéciaux relatifs aux animaux ont été utilisés. Le film compte six chiens, un oiseau, une tortue et un chat[réf. nécessaire].

## Accueil

### Réception critique
La critique spécialisée et l'avis des spectateurs sont négatifs : le film recueille une moyenne d'avis respectivement de 2,2/5 et de 2,1/5 selon Allociné. Ces moyennes sont à peine meilleures que le premier opus. La critique à l'international est supposée négative puisque le film n'est acheté que par 5 pays.

### Box-office
Le film réalise un démarrage décevant puisqu'il n'accueille que 33 313 spectateurs en France pour son premier jour d'exploitation, soit trois fois moins que le premier opus au même moment,. Une semaine après la sortie, seulement 196 715 entrées ont été enregistrées en France. Le film finit son exploitation en France avec 483 378 entrées, ce qui est un échec commercial compte tenu de son budget de 15,84M€.